# 証券集中保管機関
証券集中保管機関（英: central securities depository。略称としてCSDも用いられる）とは、金融機関の分類名の一つ。
それぞれの機関ごとに定められた種類の有価証券（債券や株券等）について、それぞれの所有者が誰であるか、数はいくつか、といった情報の、記録・管理（保管）・（必要に応じた）書き換え（決済）を中核業務として行う機関。
日本の証券取引所で あるひとつの日本の上場会社の株式を売買すると、最終的には（株式についての日本で唯一の証券集中保管機関である）証券保管振替機構における記録が書き換えられる（=株式が決済される）ことになる。

## 分類

### 国際証券集中保管機関
International Central Securities Depository、ICSDとも。クロスボーダーな証券決済において用いられる。ICSDは、各国の(内国)証券集中保管機関やコルレス銀行とのネットワークをあらかじめ築いた上で、各国の証券と通貨を、自らのシステムで集中的に保管・決済する仕組みを構築し、利用者に向けて提供している。
具体例として、ユーロクリア、クリアストリーム。

### （内国）証券集中保管機関
特定の国の有価証券にかかる保管・決済等の業務のみを行う。
具体例として、イギリスにおける（内国）証券集中保管機関である「Euroclear UK and Ireland」(EUI)。
日本における具体例は後述

## 日本におけるCSD
- 日本の社債・株券等のCSDは証券保管振替機構[1]。
- 日本国債のCSDは日本銀行[1]。